# جيمي برياند
جيمي براياند (بالفرنسية: Jimmy Briand)‏ (مواليد 2 أغسطس 1985 في فيتري سور سين - فرنسا) لاعب كرة قدم فرنسي يلعب حاليا لصالح نادي الدرجة الأولى ليون الفرنسي منذ 2010 في مركز المهاجم. وكان قد انتقل من نادي رين بعدما لعب معه منذ 2001.

## مسيرته الكروية
لعب جيمي برياند خلال مسيرته الاحترافية مع 6 أندية في واحد وعشرون موسمًا وسجل خلالها 128 هدف ضمن 521 مباراة. حيث فاز في موسم واحد بالكأس ولم يفز بأي دوري.
خاض جيمي برياند مسيرته مع نادي ستاد رين في موسم 2002–03 ليلعب معه ثمانية مواسم، مشاركًا في 169 مباراة سجل خلالها 33 هدفًا. ثم انتقل إلى نادي أولمبيك ليون في موسم 2010–11 ليلعب معه أربعة مواسم، حيث شارك في 110 مباراة سجل خلالها 22 هدفًا. لينتقل بعدها إلى نادي هانوفر 96 في موسم 2014–15 لمدة موسم واحد، مشاركًا في 29 مباراة سجل خلالها 3 أهداف. ثم انتقل إلى نادي غانغون في موسم 2015–16 واستمر معه طيلة ثلاثة مواسم، مشاركًا في 106 مباراة سجل خلالها 30 هدف. هذا وانتقل لاحقًا إلى نادي جيروندان بوردو في موسم 2018–19 ولمدة موسمين، مشاركًا في 57 مباراة سجل خلالها 14 هدفًا.

## روابط خارجية
- جيمي برياند على موقع رابطة كرة القدم الفرنسية للمحترفين (الإنجليزية)
- جيمي برياند على موقع قاعدة بيانات كرة القدم.إي يو (الإنجليزية)
- جيمي برياند على موقع ليكيب (الفرنسية)
- جيمي برياند على موقع ناشيونال فوتبول تيمز (الإنجليزية)
- جيمي برياند على موقع Soccerbase.com (لاعب) (الإنجليزية)
- جيمي برياند على موقع Soccerway.com (الإنجليزية)
- جيمي برياند على موقع عالم كرة القدم.نت (الإنجليزية)
- جيمي برياند على موقع كووورة
- جيمي برياند على موقع AS.com (الإسبانية)